# Bronsparotia
Bronsparotia (Parotia berlepschi) är en fågel i familjen paradisfåglar inom ordningen tättingar.

## Utbredning och status
Fågeln förekommer på nordcentrala Nya Guinea i Fojabergen. IUCN kategoriserar den som livskraftig.

## Namn
Fågelns vetenskapliga artnamn hedrar den tyske ornitologen Hans von Berlepsch (1850-1915).